# Фюрстенберг, Вирджиния фон
Вирджиния Мария Клара фон Фюрстенберг (Принцесса Вирджиния Мария Клара цу Фюрстенберг) (5 октября 1974, Генуя — 10 мая 2023, Мерано) — итальянская художница, поэтесса, кинорежиссер и модельер.

## Ранняя жизнь и семья
Принцесса Вирджиния фон Фюрстенберг родилась в Генуе, Италия, 5 октября 1974 года в семье принца Себастьяна цу Фюрстенберга (род. 1950) и Элизабетты Гуарнати. Её дедушкой и бабушкой по отцовской линии были принц Тассило цу Фюрстенберг (1903—1989) и Клара Аньелли (1920—2016). Она является племянницей актрисы принцессы Иры фон Фюрстенберг и модельера принца Эгона фон Фюрстенберга, бывшего мужа Дианы фон Фюрстенберг. Вирджиния фон Фюрстенберг
является двоюродной сестрой принца Александра фон Фюрстенберга (род. 1970), принцессы Татьяны фон Фюрстенберг (род. 1971), принца Хубертуса Гогенлоэ-Лангенбурского (род. 1959) и принца Кристофа Гогенлоэ-Лангенбургского (1956—2006).

## Карьера
Вирджиния фон Фюрстенберг — модельер и создательница модного лейбла Virginia Von Zu Furstenberg. Она дебютировала в моде в марте 2011 года в миланском театре Филодрамматики. Её первая коллекция продавалась исключительно в бутиках Милана, Флоренции и Рима. В сентябре 2011 года фон Фюрстенберг дебютировала в театральном произведении под названием «Дисморфофобия», в котором сочетались разговорное слово, мода, кино, движение и танец. Она выпустила свою вторую коллекцию в Milano Moda Donna в Милане 23 сентября 2011 года. Она также пишет стихи и в некоторых своих работах сочетала свою поэзию и дизайн одежды.
В 2012 году Вирджиния фон Фюрстенберг сотрудничала с Томмазо Траком, чтобы снять фильм, посвященный жизни её прабабушки, Вирджинии Бурбон дель Монте (1899—1945). В 2017 году фон Фюрстенберг создала художественную инсталляцию, посвященную её матери под названием «There was a nice home», которая была показана в галерее Grossetti Arte в Венеции.

## Личная жизнь и смерть
В 1992 году Вирджиния фон Фюрстенберг вышла замуж за венгерского дворянина, барона Александра Чиллаги де Паксера (род. 1967). Их сын, барон Миклош Тассило Чиллаги (род. 1992), занимается верховой ездой. Их дочь, баронесса Джиневра Чиллаги (род. 1995), работала моделью для модной линии Вирджинии фон цу Фюрстенберг. Она и Чиллаги де Паксер развелись в 2003 году. В 2002 году, за год до того, как её развод был завершен, она родила дочь, Клару Бакко Донди далл’Орологио, от её отношений с Джованни Бакко Донди далл’Орологио. В 2004 году она вступила в брак с Пако Поленги, с которым у неё было двое детей — Отто Леоне Мария Поленги и Сантьяго Поленги. Позже Вирджиния фон Фюрстенберг и Пако Поленги развелись. Она вышла замуж в третий раз за Януша Гавронского в 2017 году, с которым развелась в 2020 году.
Вирджиния фон Фюрстенберг преодолела расстройство пищевого поведения, ранее страдая нервной анорексией.
Умерла 10 мая 2023 года в возрасте 48 лет, упав с верхнего этажа отеля.